# Портрет Антона Івановича Лагоди

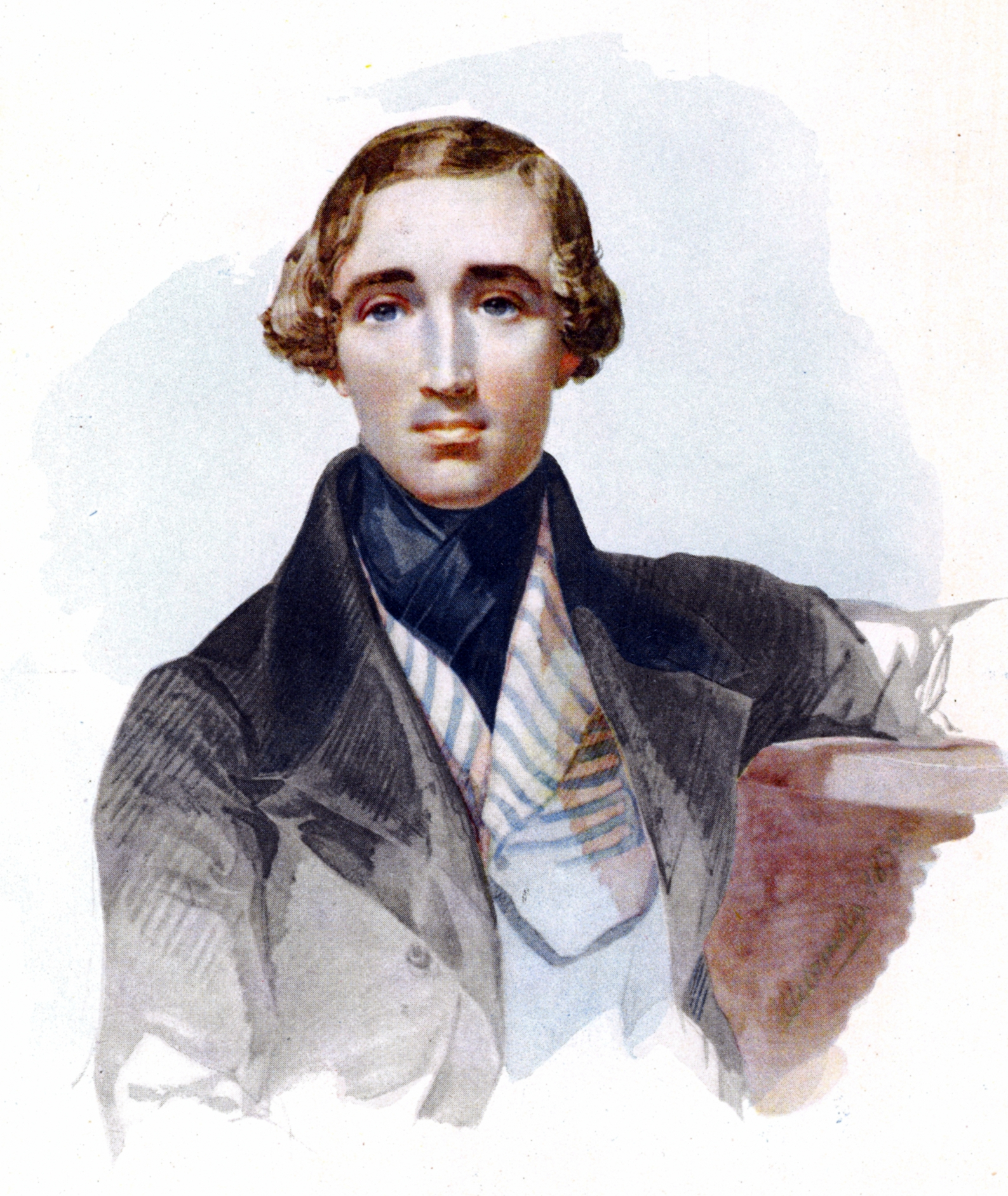
Вигляд акварелі, якщо усунути пожовтіння паперу і вигорання зображення

Портрет Антона Івановича Лагоди — портрет роботи Тараса Григоровича Шевченка, виконаний ним аквареллю на папері в 1839 році в Санкт-Петербурзі. Розмір 25,2 × 19,5. Справа внизу олівцем підпис автора і дата: Шевченко 1839. На звороті контурний ескіз цього ж портрета.
А. І. Лагода (1816—1870) — петербурзький урядовець, батько художниці О. А. Лагоди-Шишкіної, дружини художника І. І. Шишкіна.
Картина зберігається в Національному музеї Тараса Шевченка. Попередні місця збереження: збірки О. І. Шишкіної (дочки художника І. І. Шишкіна), О. О. Коршунова, Галерея картин Т. Г. Шевченка.